# Cao Rulin
Cao Rulin (曹汝霖T, Tsao Ju-linP; 23 gennaio 1877 – Detroit, agosto 1966) è stato un politico e diplomatico cinese.

## Biografia
Fu Viceministro agli Affari Esteri del Governo Beiyang e un membro importante del movimento cinese filo-giapponese agli inizi del XX secolo. Era un avvocato di Shanghai che lavorava a Pechino quando fu nominato dal presidente provvisorio Yuan Shikai, ad un seggio vacante al Senato dell'Assemblea nazionale nel 1913. Rappresentò la Mongolia Esterna perché la Mongolia boicottò le elezioni per aver dichiarato l'indipendenza durante la rivoluzione Xinhai. Nel 1915 agli ordini di Yuan Shikai firmò il trattato delle "Ventuno richieste" con il Giappone. In seguito divenne il capo della cricca delle Nuove Comunicazioni.
Cao fece parte della delegazione cinese alla Conferenza di pace di Parigi. Alla conferenza molte ex concessioni tedesche in Cina furono consegnate al Giappone invece di tornare alla Cina. Ciò provocò una grande quantità di disordini nella nazione asiatica che portò a una manifestazione studentesca il 4 maggio 1919. Questo fu l'inizio del Movimento del 4 maggio.
Durante la protesta, la casa di Cao fu bruciata e lui riuscì a fuggire grazie all'amico Ushikichi Nakae, figlio di Nakae Chomin.
Nel 1949 fuggì verso l'Isola di Formosa (Taiwan) e nel 1957 si trasferì negli Stati Uniti d'America. Morì a Detroit nel 1966.